# Сторожев, Александр Александрович
Алекса́ндр Алекса́ндрович Сто́рожев (род. 24 марта 1991) — российский легкоатлет, специалист по бегу на средние и длинные дистанции. Выступает на профессиональном уровне с 2007 года, победитель и призёр стартов всероссийского значения, действующий рекордсмен России в эстафете 4 × 1500 метров. Представляет Санкт-Петербург. Мастер спорта России.

## Биография
Александр Сторожев родился 24 марта 1991 года. Отец Александр Сторожев успешно выступал в беге на средние дистанции и в кроссе, мать Людмила Сторожева (Галкина) так же занималась лёгкой атлетикой.
Заниматься лёгкой атлетикой начал в Санкт-Петербурге, с сентября 2003 года — в группе М. Б. Соколовского. С 2004 года тренировался в СДЮСШОР «Орлёнок» у тренера В. Б. Гадасина. В последующие годы проходил подготовку под руководством В. Е. Шибаева и В. И. Морозова.
Впервые заявил о себе на всероссийском уровне в сезоне 2007 года, выиграв юношеский старт в Сочи в беге на 800 метров.
В 2008 году в той же дисциплине стартовал на чемпионате России среди юниоров в Чебоксарах, но в финал не вышел.
В 2010 году отметился выступлением на зимнем чемпионате России в Москве, занял пятое место на юниорском всероссийском первенстве в Чебоксарах.
В 2011 году был четвёртым на Кубке Санкт-Петербурга, шестым на молодёжном всероссийском первенстве в Ерино. На чемпионате России по эстафетному бегу в Сочи с командой Санкт-Петербурга выиграл серебряную медаль в эстафете 4 × 800 метров.
На эстафетном чемпионате России 2012 года в Адлере одержал победу в эстафете 4 × 800 метров и взял бронзу в шведской эстафете 800 + 400 + 200 + 100 метров (впоследствии в связи с дисквалификацией команды Иркутской области поднялся в итоговом протоколе на вторую позицию).
В 2013 году выиграл первенство Санкт-Петербурга в помещении, стал четвёртым на молодёжном всероссийском первенстве в помещении в Волгограде, был лучшим в эстафете 4 × 800 метров на зимнем чемпионате России в Москве. На командном чемпионате России в Сочи занял девятое место в беге на 800 метров и установил свой личный рекорд — 1:50.27. На эстафетном чемпионате России в Адлере вновь выиграл эстафету 4 × 800 метров и получил серебро в шведской эстафете 800 + 400 + 200 + 100 метров.
В 2014 году на зимнем чемпионате России в Москве установил личный рекорд в беге на 800 метров в помещении — 1:51.12. На чемпионате России по эстафетному бегу в Адлере стал серебряным и бронзовым призёром в эстафетах 4 × 800 метров и 800 + 400 + 200 + 100 метров соответственно.
В 2015 году бежал 1500 метров на зимнем чемпионате России в Москве и на летнем чемпионате России в Чебоксарах. На командном чемпионате России в Сочи установил личный рекорд в данной дисциплине — 3:45.45. На эстафетном чемпионате России в Адлере завоевал бронзовую награду в эстафете 4 × 1500 метров.
На зимнем чемпионате России 2016 года в Москве стартовал на дистанциях 800 и 1500 метров. На эстафетном чемпионате России в Адлере вместе с партнёрами по санкт-петербургской команде Павлом Хворостухиным, Тимофеем Петровым и Алексеем Харитоновым установил ныне действующий рекорд России в эстафете 4 × 1500 метров — 15.12,51.
В 2017 году выиграл серебряную и бронзовую медали в дисциплинах 800 и 1500 метров на Кубке Санкт-Петербурга, принимал участие в зимнем чемпионате России в Москве и летнем чемпионате России в Жуковском.
Впоследствии проявил себя в беге на длинные дистанции по шоссе. Так, в 2021 году занял 13-е место на полумарафоне «Северная столица» в Санкт-Петербурге, финишировал вторым на полумарафоне в рамках Уфимского международного марафона и в 30-километровом пробеге «Пушкин — Санкт-Петербург».
В 2022 году стал третьим на полумарафоне в Сочи, вторым на 10 км в Казани, пятым в 10-километровой гонке марафона «Белые ночи», седьмым на той же дистанции в рамках «Ночного забега» в Москве.
В 2023 году с личным рекордом 1:06:48 занял 11-е место на Московском полумарафоне, показал 17-й результат в 10 км на «Белых ночах».
Окончил факультет индивидуальных образовательных и спортивных технологий Национального государственного Университета физической культуры, спорта и здоровья имени П. Ф. Лесгафта.
Был женат на бегунье Екатерине Сторожевой (Шаповаловой).